# Halbrotor

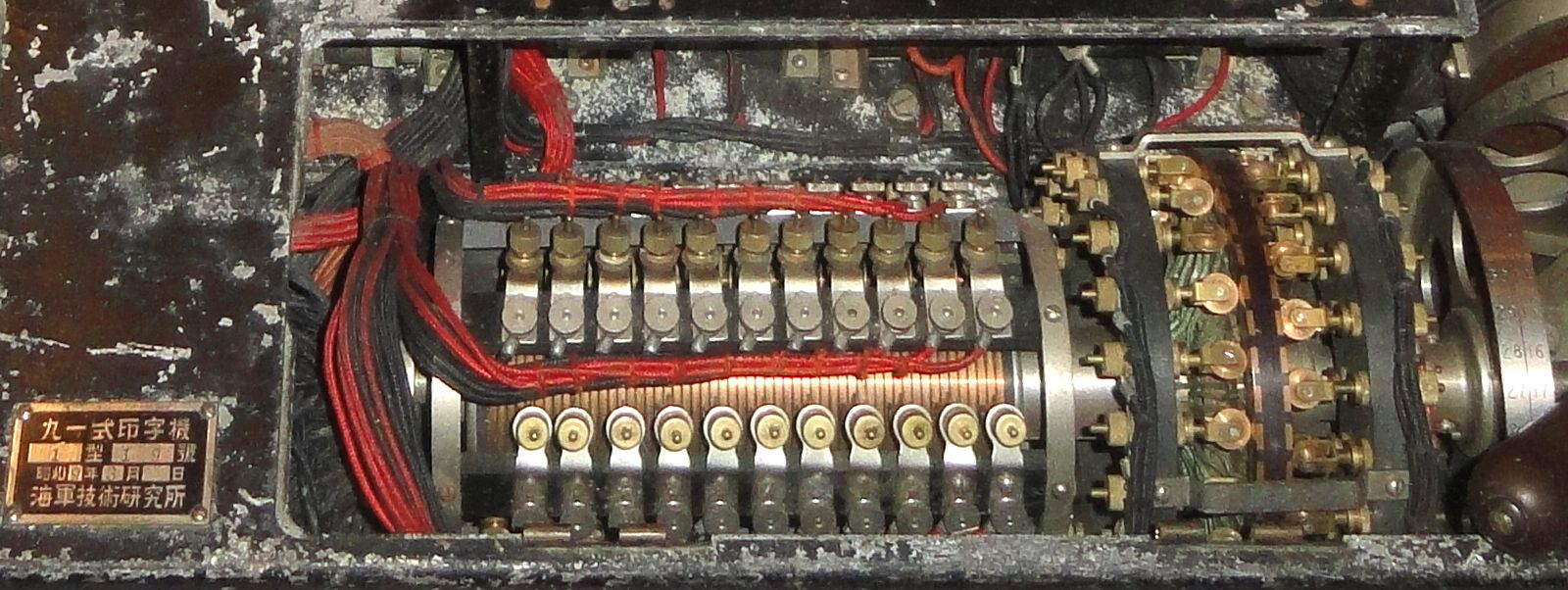
Deutlich sieht man die vielen Schleifringe beim Halbrotor dieser japanischen Angōki Taipu A, genannt Red von den amerikanischen Gegenspielern.

Ein Halbrotor (englisch half-rotor) ist in der Kryptologie eine spezielle Form eines Rotors. Er wurde speziell bei den in der ersten Hälfte des 20. Jahrhunderts aufkommenden frühen Rotor-Chiffriermaschinen eingesetzt.
Im Gegensatz zu einem „Vollrotor“, wie er beispielsweise in der Schlüsselmaschine „Enigma“ verwendet wurde (siehe auch: Enigma-Walzen), hat ein Halbrotor nur auf einer Seite Kontakte, die beim Weiterschalten (Rotation) wie ein elektrischer Umschalter wirken und den Weg des Stromflusses verändern. Auf der anderen Seite hingegen befinden sich bei einem Halbrotor Schleifringe (Bild), die als permanenter Gleitkontakt wirken und den Stromweg nicht ändern.
Die kryptographische Folge ist, dass Halbrotoren das Geheimalphabet weniger stark „verwürfeln“ (permutieren) als ein Vollrotor. Letztlich bewirken Halbrotoren lediglich eine Verschiebung des Alphabets, ähnlich wie es bei der Vigenère-Chiffre, einer Handschlüsselmethode aus dem 16. Jahrhundert, der Fall ist.
Einer der Ersten, die Halbrotoren praktisch einsetzten, war der Schwede Arvid Damm, der für seine Maschine am 10. Oktober 1919 ein Patent beim Schwedischen Patentamt anmeldete. Auch japanische Chiffriermaschinen aus der ersten Hälfte der 1930er-Jahre, wie beispielsweise die Angōki Taipu A, amerikanischer Deckname Red (deutsch „Rot“), verwendeten Halbrotoren.